# Bedford, Virginia
Bedford är en stad och administrativ huvudort i Bedford County i den amerikanska delstaten Virginia. Staden har en yta av 17,9 km² och en folkmängd som enligt United States Census Bureau uppgår till 6 222 invånare (2010).  Det var ursprungligen countyt, som vid grundandet 1754 fick namnet Bedford, efter en brittisk politiker, John Russell, 4:e hertig av Bedford.